# Emanuel Medina Olmos
Emanuel (Manuel) Medina Olmos (ur. 9 sierpnia 1869 w Lanteira, zm. w nocy z 29 na 30 sierpnia 1936) – biskup Guadix, błogosławiony katolicki.
Po przyjęciu święceń kapłańskich w wieku 22 lat był kolejno proboszczem i prefektem diecezjalnego seminarium w Guadix, rektorem Seminarium Sacro Monte w Grenadzie, od 1925 biskupem pomocniczym archidiezecji w Grenadzie, a od 1928 biskupem Guadix.
27 lipca 1936, po wybuchu wojny domowej w Hiszpanii, został aresztowany i przewieziony bydlęcym pojazdem do domu w Almerii, gdzie przetrzymywano już biskupa Almerii, Dydaka Ventaję Milana. 12 sierpnia 1936 obydwaj zostali zamknięci w więzieniu, a w nocy z 29 na 30 sierpnia rozstrzelani pod Almerią.
Proces beatyfikacyjny Olmosa rozpoczął się w 1954. Został beatyfikowany 10 października 1993 przez papieża Jana Pawła II. Wraz z Dydakiem Ventają Milanem i siedmioma braćmi szkolnymi zaliczany jest do męczenników z Almerii.